# Korki (buty piłkarskie)

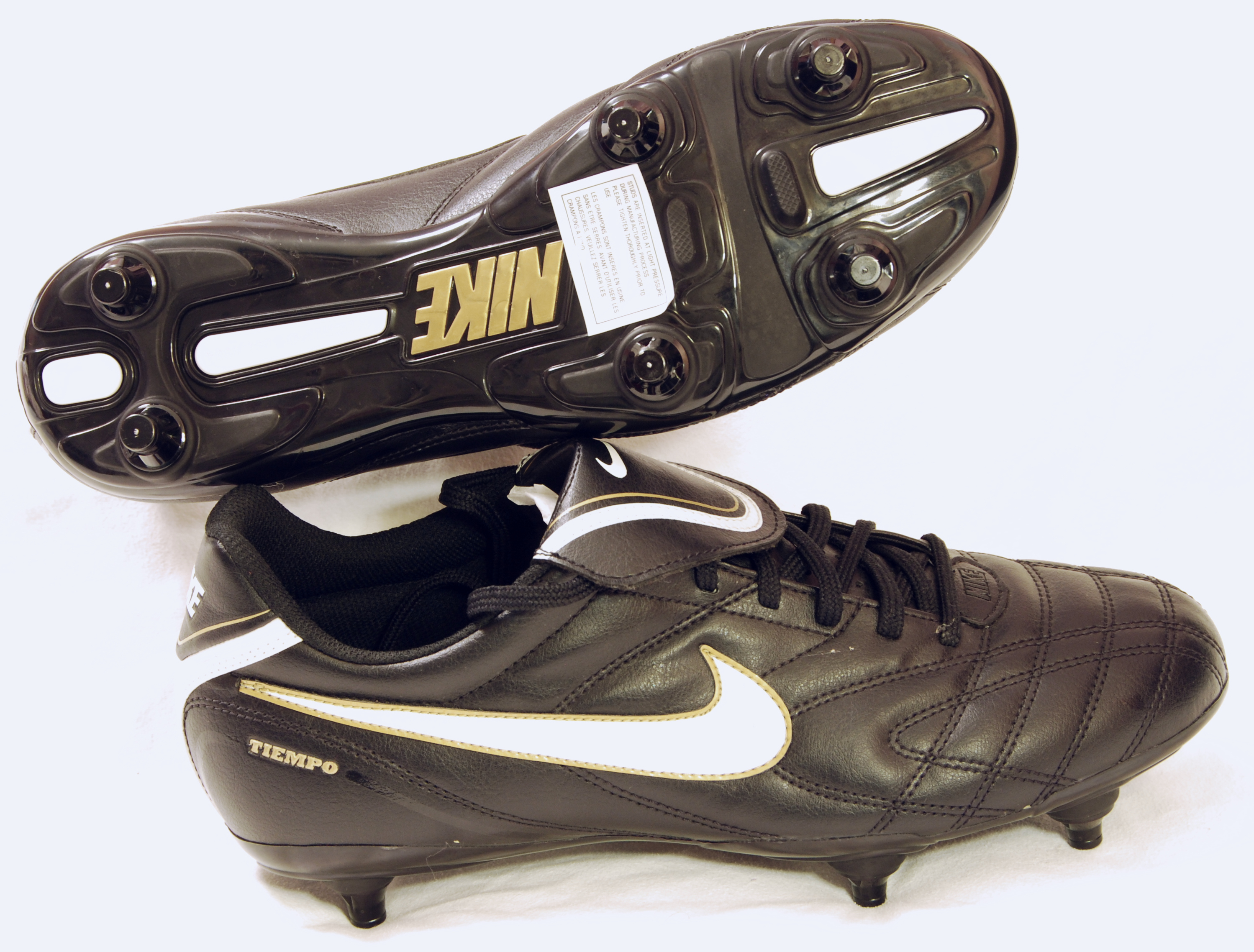
Korki

Korki (korkotrampki) – buty sportowe, na których podeszwie znajdują się korki (kołki, kolce), które służą do zwiększenia przyczepności na nawierzchniach, np. na murawie. Korki znajdujące się na podeszwie nie mogą być ostre, gdyż zwiększałoby to znacznie możliwość kontuzji piłkarza, na którym dokonywany jest wślizg. Znajdują zastosowanie we wszystkich dyscyplinach sportowych rozgrywanych na trawie, takich jak piłka nożna, rugby, futbol amerykański i golf. Długość korków jest zwykle ograniczona, aby uniknąć kontuzji, np. w piłce nożnej do 16 mm.
Obecnie w rekreacji korki są zintegrowane na stałe z podeszwą buta, bez możliwości ich wykręcania celem wymiany. W sporcie profesjonalnym jest możliwość wykręcania kołków i ich wymiana w zależności od warunków na kołki o innej długości i/lub wykonane z innych materiałów (aluminium, skóra, guma). W lekkoatletyce zamiast kołków stosuje się kolce, gwoździe wkręcane, stosowane w celu zapobiegania poślizgowi na bieżni.
Wyróżnia się cztery rodzaje korkotrampków: "korki", "lanki", "turfy" i "wkręty".
Buty piłkarskie są oznaczane również różnymi symbolami np:
- FG – Firm Ground, czyli buty na twarde nawierzchnie, tzw. lanki,
- SG – Soft Ground, obuwie na miękkie nawierzchnie, tzw. wkręty,
- TF – Turf, czyli turfy, tzw. śniegówki,
- IN – Indoor, buty do gry na hali, tzw. halówki.

Korki wkręcane zaprojektował i opatentował w 1952 założyciel firmy Adidas – Niemiec, Adolf "Adi" Dassler
. Początkowo obuwie było sztywne i niewygodne, a 3 paski (logo Adidasa) służyły do podtrzymania konstrukcji buta. W 1947 szwajcarska firma zaczęła stosować w miejsce "krążków" (korków) skórzanych, wykonane z gumy. Ponadto zmodyfikowano konstrukcję butów, tak by były one lżejsze i bardziej elastyczne. W 1954 firma Adidas wyprodukowała pierwsze nowoczesne buty piłkarskie. Były one lżejsze, miały podeszwę wykonaną z materiału innego niż skóra, górną część wykonaną ze skóry i zawierały wymienne gumowe lub plastikowe kołki, które można było wkręcać na różnych długościach. W 1954 piłkarska reprezentacja Niemiec wygrała mistrzostwa świata, grając w butach z wkręcanymi korkami, które pozwalały na grę w różnych warunkach bez poślizgów.
Przez długi okres buty część górną miały wykonaną ze skóry. Dopiero w 1966 naturalną skórę zastąpiono materiałami syntetycznymi. Jedne z ostatnich butów z twardej skóry wyprodukowano w 1979 w firmie Adidas. Były to buty Copa Mundial, wykonane z kangurzej skóry, z dodatkową ochroną w okolicy pięty i krótszymi ćwiekami. Buty te zrobiły furorę na mistrzostwach świata 1982 w Hiszpanii. But ten już znacząco przypominał dzisiejsze obuwie piłkarskie, był również jednym z najliczniej sprzedanych butów futbolowych wszech czasów.
Przez wiele lat jedynym kolorem korków był czarny. Jeszcze w latach 90 XX w. dominował ten kolor. Wszystko zaczęło się zmieniać na początku XXI w. Z szerszym wprowadzeniem tworzyw sztucznych zaczęło pojawiać się obuwie piłkarskie w przeróżnych kolorach. 
W latach 20. XXI w. zauważa się początki kolejnego trendu w produkcji obuwia futbolowego. Piłka nożna stała się dość ekstremalnym sportem dla zdrowia zawodników, coraz elastyczniejsze i delikatne obuwie nie jest w stanie należycie ochronić stóp piłkarzy. Następuje zatem odwrót od najsubtelniejszego buta na rzecz takiego, który będzie lepiej chronił stopę. Cristiano Ronaldo występuje więc w bucie Nike Magistra, który zaopatrzony jest w skarpetkę, chroniącą kostkę. Stożkowe kolce mają zaś zapewniać maksymalną zdolność zawodnika do obrotu.

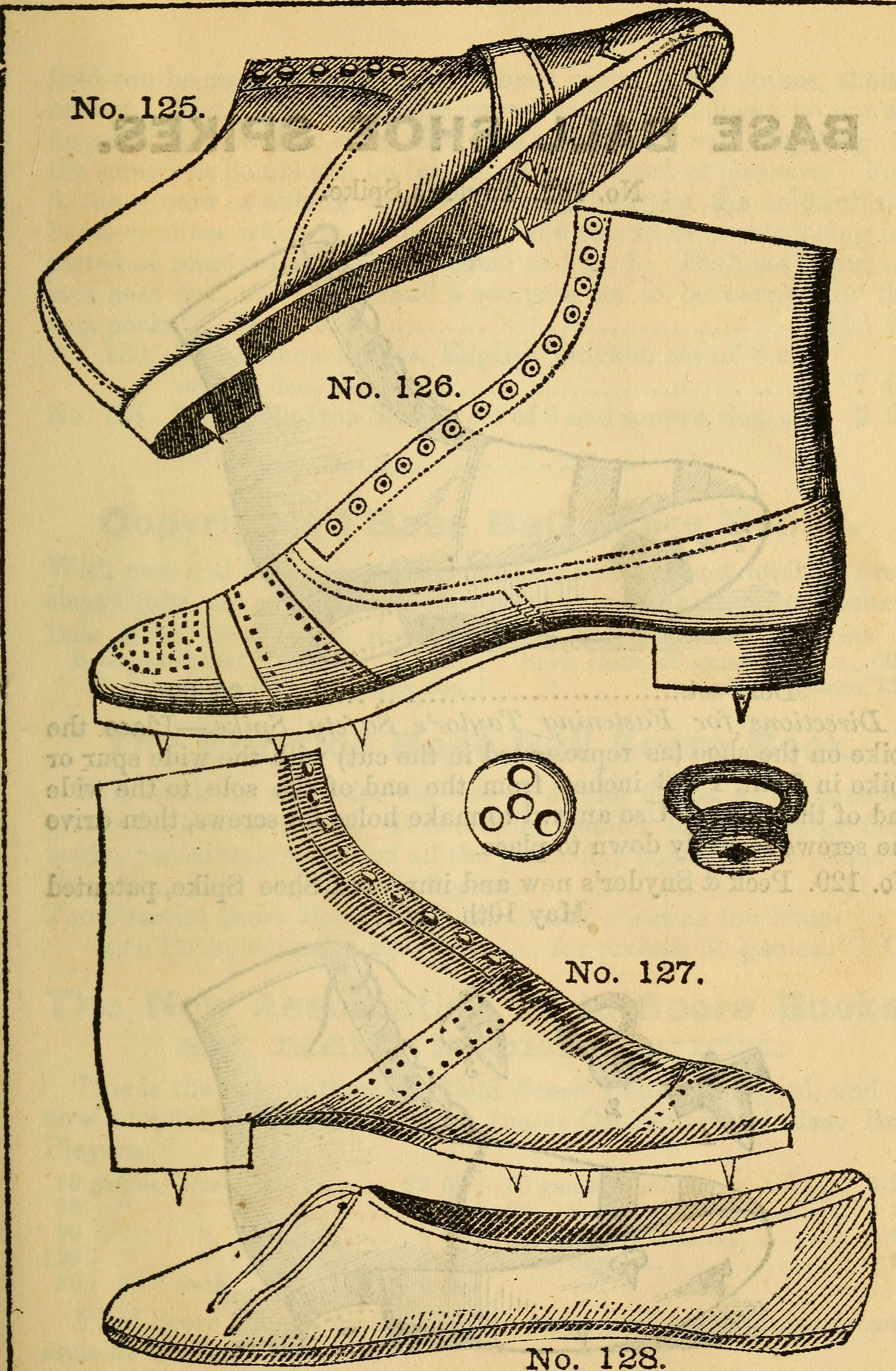
Buty sportowe z kołkami z końca XIX w.
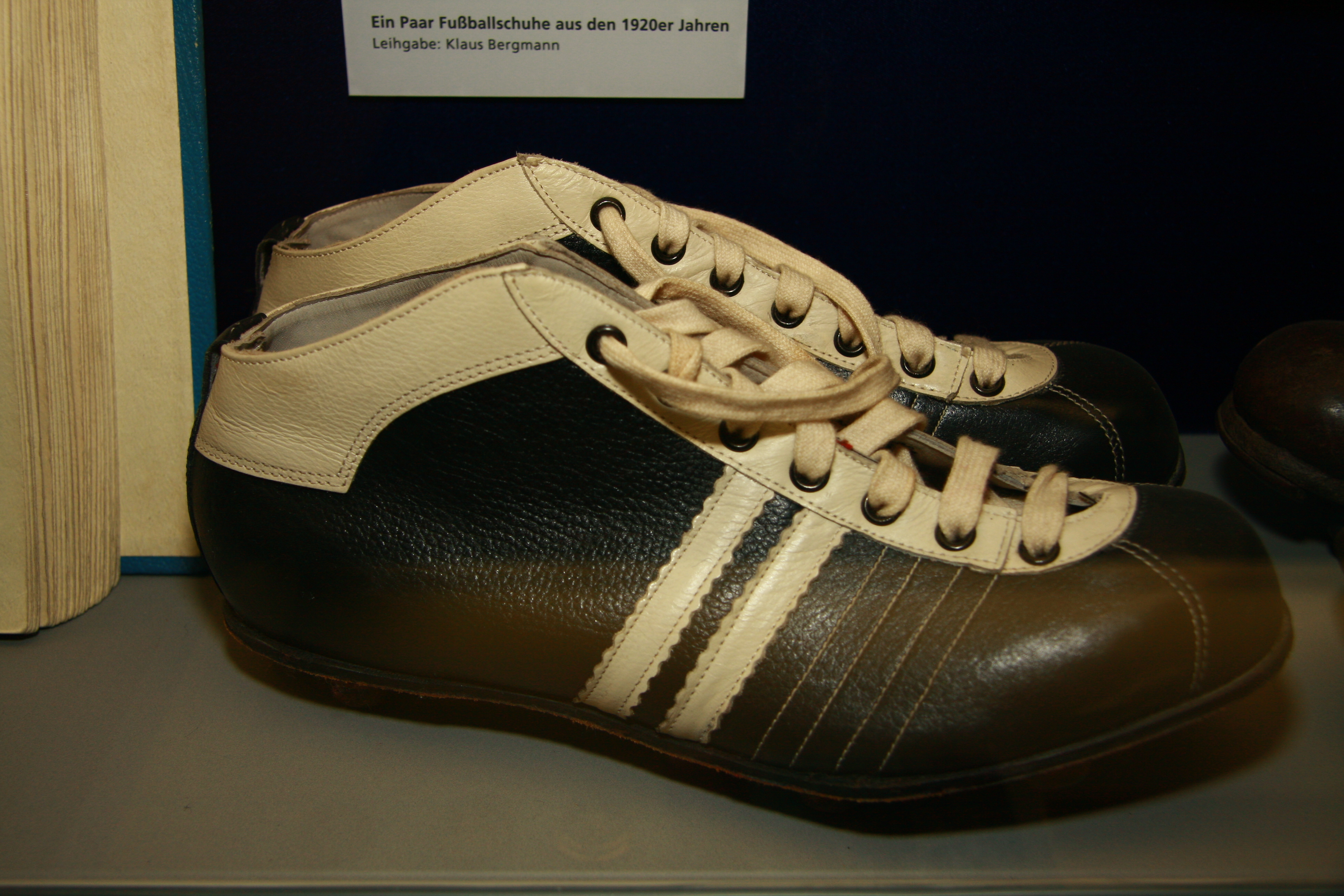
Buty z 1920 roku
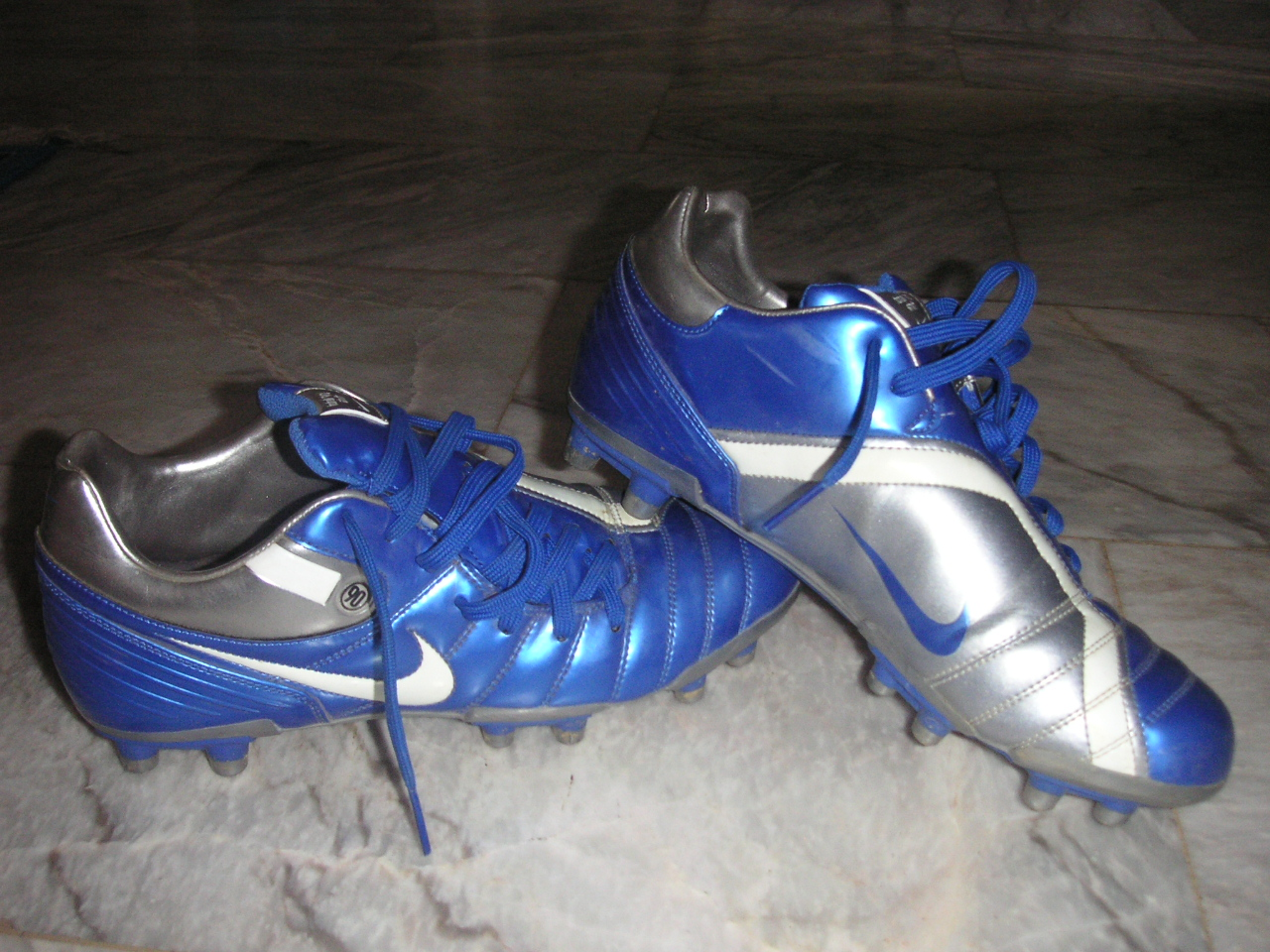
Buty typu "lanki" firmy Nike
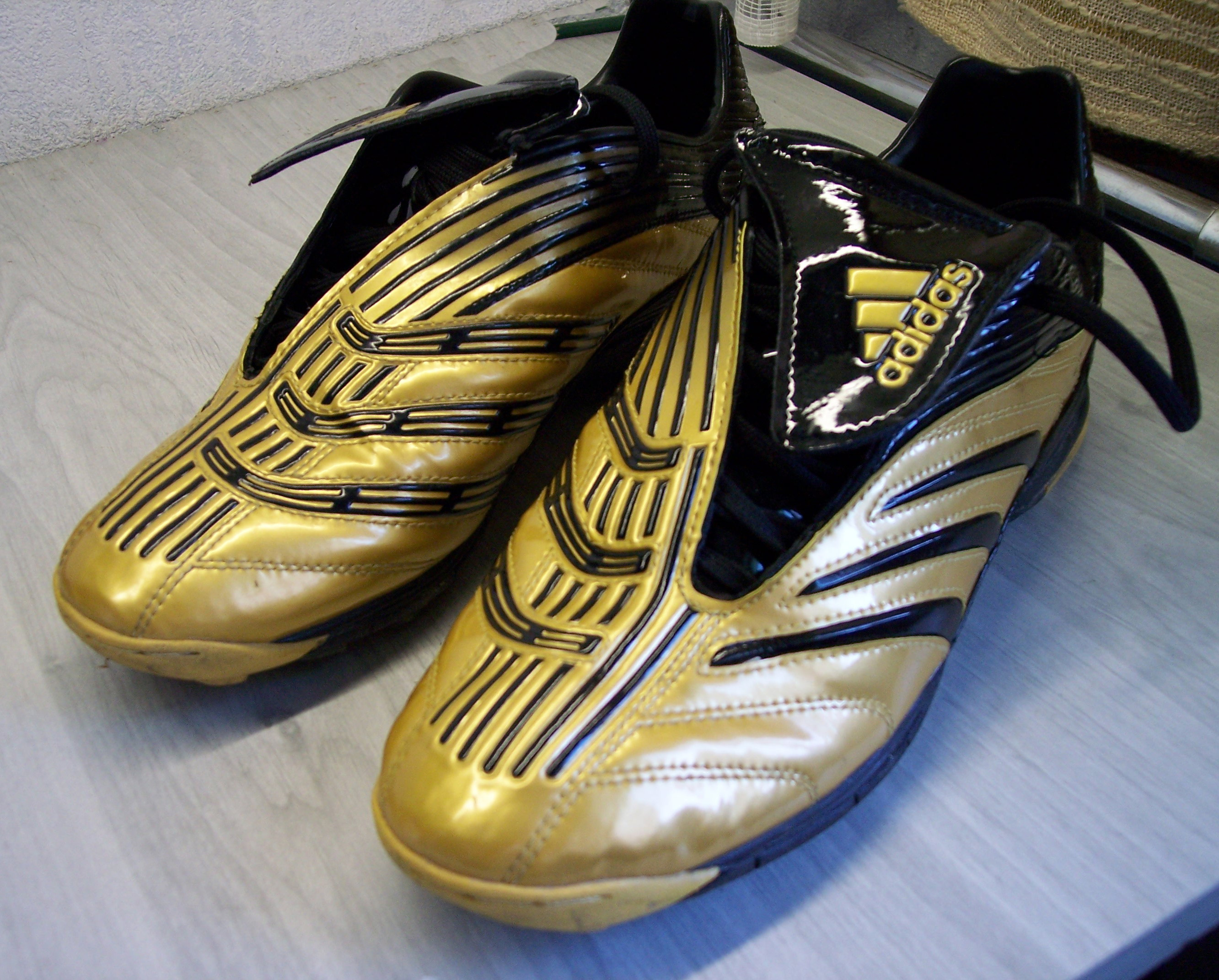
Buty przeznaczone do gry wewnątrz budynku firmy Adidas